# Brătușeni
Brătușeni je obec v okrese Edineț v Moldavsku. Skládá se ze dvou vesnic, Brătușeni a Brătușenii Noi.

## Významné osobnosti
- Anatolij Kinach
- Ghenadie Ciobanu
- Ivan Vakarčuk